# Inhuldigingsmedaille 1898
De Inhuldigingsmedaille 1898 is een herinneringsmedaille die werd toegekend ter herinnering aan de inhuldiging van koningin Wilhelmina der Nederlanden.

## Achtergrond
In 1898 was het nog niet gebruikelijk om bij het vieren van huwelijken, bij jubilea en inhuldigingen van leden van het Nederlands Koninklijk Huis een herinneringsmedaille toe te kennen. Deze medaille was de eerste van een reeks en de jonge koningin en haar moeder koningin-regentes Emma hebben zich door Duitse voorbeelden laten inspireren.
Toen het hof de inhuldiging voorbereidde ontving Johan Wortman opdracht om een medaille te ontwerpen. De medaille zou de portretten van moeder en dochter moeten dragen. Hij hield zich aan de traditie van over elkaar liggende hoofden zoals bij talloze huwelijksmedailles. De jonge koningin draagt een diadeem met parels, haar moeder een compacter diadeem en een weduwenkapje.
Op de door de N.V. Koninklijke Utrechtsche Fabriek van Zilverwerken van C.J. Begeer vervaardigde keerzijde staan een koningskroon, een scepter en een rijksappel op een kussen afgebeeld. Verder is een tak oranjebloesem te zien en de opdracht "WILHELMINA koningin der Nederlanden EMMA koningin weduwe regentes november 1890 - augustus 1898 ter herinnering". Rond de afsnede staat "Begeer".
Het lint heeft zoals gebruikelijk zou worden de kleuren oranje en nassaublauw. In 1933 werd aan de erewacht van adelborsten en cadetten die de pergola uit netten tussen het Paleis op de Dam en de Nieuwe Kerk hadden vastgehouden een bijzondere onderscheiding, de Herinneringsmedaille 1933, te bevestigen aan het lint van de Inhuldigingsmedaille 1898, toegekend.
De bronzen medaille heeft een doorsnee van 38,6 millimeter. De medaille weegt circa dertig gram. Het moirézijden lint is zoals gebruikelijk 27 millimeter breed. Men kon een miniatuur van de medaille dragen op een rokkostuum of gala-uniform maar er was, behalve de voor militairen gedachte baton, geen knoopsgatversiering voor het revers.
Er zijn 400 medailles uitgereikt. De militairen van het escorte, gasten en honderden medewerkers van het hof kregen een onderscheiding. Er werden ook gouden, zilveren en bronzen legpenningen vervaardigd.